# Novembre 1805

## Événements

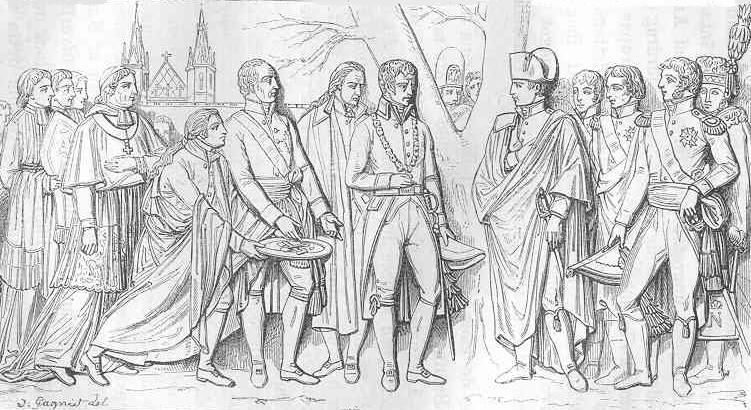
13 novembre : Napoléon Ier à Vienne.

- Conspiration de Burr. L’ancien vice-président des États-Unis Aaron Burr est soupçonné de tenter de créer dans le Sud-Ouest un État indépendant dont il assurerait la royauté, et aurait des visées sur le Mexique. Il sera acquitté en l’absence de preuves en 1807.
- Victoire d’Usman dan Fodio à Alwasa sur une armée coalisé (Gober, Peul, Touareg, Zamfara et Kebbi)[1]. Modibbo Adama (mort en 1847) est désigné par Usman dan Fodio pour convertir à l’islam les peuples du plateau du Nord du Cameroun. Les Peuls domineront tout le plateau du sud qui depuis porte son nom (Adamaoua)[2].
- 3 novembre :
  - victoire navale britannique sur la France bataille du cap Ortegal[3].
  - traité de Potsdam. La Prusse entre dans la coalition contre la France mais se garde d’intervenir militairement[4].
- 5 novembre : victoire française à la bataille d'Amstetten[5],[6].
- 7 novembre : Lewis et Clark atteignent le Pacifique[7].
- 8 novembre : victoire française au combat de Maria-Zell[8].
- 11 novembre : bataille de Dürenstein, indécise[8].
- 13 novembre : Napoléon Ier occupe Vienne (fin le 13 janvier 1806)[9]. Les troupes russes rejoignent l’armée autrichienne au nord de Vienne, mais sont vaincues à Austerlitz.
- 16 novembre : succès stratégique russe à la bataille d'Hollabrunn ; Koutouzov parvient à se retirer en sacrifiant son arrière-garde commandée par Bagration[8].
- 23 novembre : le gouverneur intérimaire des Indes, George Barlow, conclut avec les Mahrattes un traité qui met définitivement fin à la guerre[10].
- 28 novembre : victoire austro-russe à la bataille de Wischau[5],[6].

## Naissances
- 15 novembre : Teresa Palczewska, actrice et danseuse polonaise († 22 août 1858).
- 28 novembre : John Lloyd Stephens (mort en 1852), explorateur, écrivain et diplomate américain.
- 29 novembre : Friedrich Kasiski (mort en 1881), officier d'infanterie prussien, cryptologue et archéologue.